# Il ritorno di Kenshiro
Il ritorno di Kenshiro (Fist of the North Star) è un film del 1995 diretto da Tony Randel. È l'adattamento live action del manga e anime Ken il guerriero di Tetsuo Hara e Buronson, pur riprendendone solamente la parte di storia sul triangolo amoroso tra i personaggi di Kenshiro, Julia e Shin. Destinato unicamente al mercato home video, il film ricevette un'offerta da parte della defunta Orion Pictures per una distribuzione nelle sale cinematografiche statunitensi, che fu però rifiutata perché troppo bassa.

## Trama
In un futuro non molto lontano, la Terra è sconvolta da un cataclisma che ha portato la civiltà alla distruzione e fatto sì che ovunque il caos regni sovrano. In questo scenario apocalittico, una delle più rispettate scuole di arti marziali, quella della Croce del Sud, si è trasformata in uno strumento di terrore e di oppressione. Uno dei suoi 108 maestri, Lord Shin, ne ha preso il controllo con la forza, eliminando non solo gli oppositori all'interno della sua scuola, ma anche il maestro Ryuken, rappresentante della scuola dell'Orsa Maggiore, violando così la regola che impone che le due scuole non debbano mai battersi tra loro. Shin si è poi messo a capo della città della Croce del Sud ed ha assoldato una milizia di combattenti mercenari, i Crossmen, con il compito di imporre il suo regime ai più deboli attraverso la forza ed il terrore.
Questo antefatto è narrato dallo spirito dello stesso Ryuken, sopravvissuto alla morte del suo corpo materiale per un colpo della pistola di Shin. Con la morte di Ryuken, suo figlio Kenshiro è diventato l'erede della scuola dell'Orsa Maggiore. Egli tuttavia rifiuta di accettare il destino del successore, che è quello di liberare il mondo dall'oppressione, e vaga per il deserto cercando di risolvere il suo conflitto interiore. Kenshiro è infatti corroso dall'odio e dal desiderio di vendetta nei confronti di Shin, che gli ha ucciso il padre, portato via la fidanzata Julia e causato sette profonde ferite, di cui rimangono le cicatrici nella forma della costellazione dell'Orsa Maggiore.
Per ripararsi dalle piogge acide, Kenshiro giunge al villaggio di Paradise Valley, dove alcuni abitanti organizzano una resistenza contro le armate di Shin, mentre i capi del consiglio cercano una soluzione pacifica, offrendo di dividere le proprie scorte d'acqua con la Croce del Sud. Qui, Kenshiro usa le sue tecniche prodigiose per restituire alla piccola Lynn la vista perduta dopo aver assistito al massacro di entrambi i genitori. Ma non appena Kenshiro riparte per il deserto, nel villaggio tornano i Crossmen che, capeggiati dal perfido Jackal, razziano l'intera scorta d'acqua, uccidono e fanno prigionieri i suoi abitanti. Le urla di Lynn, che assiste impotente alla strage, echeggiano nella mente di Kenshiro ormai lontano, e qui egli si rende conto di non poter più sottrarsi al suo destino, ormai indissolubilmente legato a quella bambina.
Kenshiro fa ritorno a Paradise Valley e, aiutato da Bat, il fratello adolescente di Lynn, libera la bambina ed elimina i Crossmen rimasti a presidio del villaggio. Tuttavia, l'eroica partecipazione di Bat costerà al ragazzo la vita. Kenshiro raggiunge in motocicletta la città della Croce del Sud, per affrontare il nemico Shin e riconquistare la sua Julia. Ma Shin vuole impedire a tutti i costi che i due amanti si reincontrino, e ordina a Jackal di portare Julia nei sotterranei e sorvegliarla mentre lui affronterà Kenshiro in duello.
Ken riesce finalmente ad arrivare al palazzo di Shin. Batte qualche scagnozzo e arriva finalmente alla sala del trono: lo scontro finale si svolge inizialmente a favore di Kenshiro, fino a quando Shin lo informa della morte di Julia. Sconvolto dalla falsa notizia, Kenshiro non è più in grado di rispondere e soccombe ai colpi nemici, mentre Shin cerca di finirlo colpendolo al petto e distruggendogli le braccia. Ken è ridotto in fin di vita dalla tecnica di Shin, ma ad un certo punto intravede una fessura nel pavimento, dove ha germogliato uno dei semi che aveva regalato a Julia poco prima che il rivale la rapisse e capisce che forse c'è ancora speranza nel mondo. Ritrovate le forze, Kenshiro si rialza e travolge di colpi Shin, utilizzando i 100 pugni distruttivi di Hokuto, riuscendo infine a mettere KO il suo avversario. Questi, ormai in fin di vita, fa infuriare Kenshiro dicendogli che Julia è morta; Ken, fuori di sé, colpisce Shin alla testa con un pugno, uccidendolo sul colpo. Julia, ucciso Jackal, riesce a ricongiungersi con Kenshiro. I soldati di Shin sono pronti ad affrontare Ken, ma comprendendo che Julia è ora al suo fianco, rinunciano e si prostrano.

## Produzione
Molte scene che si svolgono all'interno del palazzo di Shin sono state girate al Park Plaza Hotel di Los Angeles. La coreografia per il combattimento che precede lo scontro finale prevedeva che questo si svolgesse lungo la rampa di scale del foyer. Tuttavia, su divieto da parte della direzione dell'albergo, la scena dovette svolgersi nell'atrio e fu riscritta da capo. Il ruolo di Shin era stato assegnato all'attore inglese Julian Sands, per poi andare successivamente a Costas Mandylor.
Nell'intervista inclusa nell'edizione speciale, Gary Daniels afferma che, per raggiungere una massa muscolare paragonabile al personaggio di Kenshiro nel manga, ha dovuto sostenere un regime di dieta e allenamento che lo ha portato da 175 (circa 79 kg) a 193 libbre (oltre 87 kg) di peso, il massimo che sostiene di aver mai raggiunto. Sempre all'interno della stessa intervista, Daniels si è dichiarato insoddisfatto della carenza di azione nel corso della pellicola.
Egli afferma che il regista Tony Randel, avendo lavorato principalmente nel cinema horror (ha infatti diretto, ad esempio, Hellraiser II: Prigionieri dell'inferno), non aveva alcuna esperienza in termini di film di arti marziali. Pertanto, Randel avrebbe dato completa libertà a Daniels per curare le coreografie delle scene di combattimento. Tuttavia, nel corso delle riprese, Randel si sarebbe dichiarato stufo di girare scene di lotta, riducendo a un massimo di tre per volta il numero di avversari di Kenshiro, dai dieci e oltre previsti secondo le coreografie di Daniels e del shifu Winston Omega. Questo, a detta di Daniels, avrebbe ridotto di molto la percezione della potenza di Kenshiro da parte del pubblico.
Nella scena dello scontro finale tra Kenshiro e Shin, Daniels subisce realmente alcuni colpi, perciò i lividi sul suo corpo nella scena in cui Ken riabbraccia Julia sono veri. La ragione sta nel fatto che Costas Mandylor, interprete di Shin, pur essendo appassionato di arti marziali non era lui stesso un artista marziale, pertanto non aveva un buon controllo sulle sue mosse. L'inesperienza di Mandylor sarebbe anche una ragione delle numerose inquadrature ravvicinate nelle scene di lotta. A seguito di un'anteprima del film, fu chiesto a Daniels di rimontare lui stesso le scene di combattimento. Tuttavia ad una seconda anteprima si scoprì che Randel aveva scartato una buona metà del montaggio effettuato da Daniels.

## Distribuzione

### Edizione italiana
Il film è stato trasmesso per la prima volta in Italia su Rai 4 il 28 settembre 2015, 19 anni dopo la sua realizzazione, e doppiato in italiano per l'occasione. Il doppiaggio fu diretto da Isabella Pasanisi su dialoghi di Emanuela D'Amico.

## Accoglienza
Il film ricevette una recensione negativa da J. R. Taylor di Entertainment Weekly, il quale scrisse che il regista dimostra che "gli arti volanti erano l'unica cosa che rendeva l'originale interessante" e che "persino il talentuoso cast non riesce a dare a Il ritorno di Kenshiro alcuna grinta", concludendo che "questa rissa trasmessa direttamente via cavo finisce per essere solo l'ennesima ripetizione di Interceptor - Il guerriero della strada" e valutando il film con una C-.